# Dohrener Mühlenbach
Der Dohrener Mühlenbach, innerhalb Tostedts auch Töste genannt, ist ein 7,1 km langer Bach in den Gemeinden Tostedt, Dohren und Kakenstorf im Landkreis Harburg in Niedersachsen, der von links und Südwesten in die Este mündet.

## Verlauf
Der Dohrener Mühlenbach entspringt in einem Wiesengebiet direkt hinter der Evangelisch-Lutherischen Kirche an zwei kleineren Teichen, inmitten von Tostedt gegen Dohren zu. Er durchfließt das Schulgelände der Grundschule Tostedt, vom Ortsrand Tostedts durch Wiesengebiet grabenartig nach Norden bis nach Dohren. Der Dohrener Mühlenbach quert Dohren von Südwest nach Nordost, wobei er die L 141 unterquert. Dann fließt er noch dicht am Weichbild des Ortes an den Dohrener Fischteichen entlang. Auf dem letzten Drittel seines Laufes durchfließt er, in naturbelassenem Flussbett, eine unbesiedelte Wald- und Wiesenlandschaft. Er quert die Pipeline NEL sowie den Waldweg Seggernweg und mündet 600 m später inmitten des Waldes Bötersheimer Heide von links und Südwesten in die Este.

## Zustand
Der Dohrener Mühlenbach ist im Oberlauf kritisch belastet (Güteklasse II–III) und im Unterlauf, im Bereich der Bötersheimer Heide, mäßig belastet (Güteklasse II).

## Befahrungsregeln
Wegen intensiver Nutzung der Este durch Freizeitsport und Kanuverleiher erließ der Landkreis Harburg 2002 eine Verordnung unter anderem für die Este, ihre Nebengewässer und der zugehörigen Uferbereiche, die den Lebensraum von Pflanzen und Tieren schützen soll. Seitdem ist das Befahren und Betreten des Dohrener Mühlenbach ganzjährig verboten.